# Playoffs NBA 1985

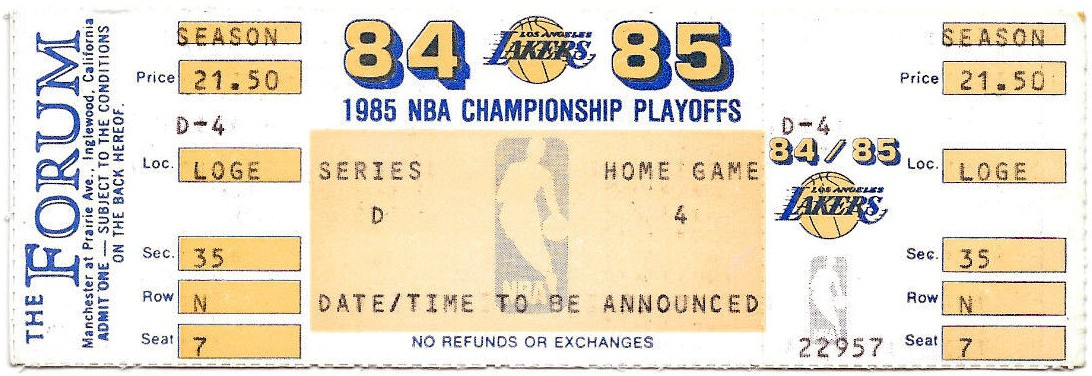
Entrada para el 2.º partido de las Semifinales de la Conferencia Oeste entre los Lakers y los Trail Blazers.

Los Playoffs de la NBA de 1985 fueron el torneo final de la temporada 1984-85 de la NBA. Concluyó con la victoria de Los Angeles Lakers, campeón de la Conferencia Oeste, sobre Boston Celtics, campeón de la Conferencia Este, por 4-2. 
El MVP de las Finales fue Kareem Abdul-Jabbar, de los Lakers, que conseguía su segundo MVP en su larga carrera; el primero lo consiguió bajo su anterior nombre, Lew Alcindor, como miembro de Milwaukee Bucks en 1971.
Los Lakers no habían tenido mucho éxito en sus ocho anteriores intentos de derrotar a los Celtics en las Finales de la NBA, perdiendo siete veces entre 1959 y 1969 y también en los años anteriores. Para poner la guinda en el pastel, los Lakeres ganaron el campeonato en el Boston Garden, siendo el único equipo que ha conseguido ganar un título en el pabellón de Boston.
Los playoffs de 1985 marcaron el regreso de Cleveland Cavaliers a las series; la última vez que consiguió clasificarse fue en los playoffs de 1978.

## Clasificación de la temporada regular

### Conferencia Este
Boston Celtics con el mejor balance de la temporada dispuso de la ventaja de campó que no le sirvió para alzarse con el título en las Finales.
A continuación se muestran la lista de los equipos clasificados en la Conferencia Este:
1. Boston Celtics
2. Milwaukee Bucks
3. Philadelphia 76ers
4. Detroit Pistons
5. New Jersey Nets
6. Washington Wizards
7. Chicago Bulls
8. Cleveland Cavaliers

### Conferencia Oeste
Lakers con el mejor récord de su conferencia consiguió vencer sin ventaja de campo en el Boston Garden las Finales de la NBA.
A continuación se muestran la lista de los equipos clasificados en la Conferencia Oeste:
1. Los Angeles Lakers
2. Denver Nuggets
3. Houston Rockets
4. Dallas Mavericks
5. Portland Trail Blazers
6. San Antonio Spurs
7. Utah Jazz
8. Phoenix Suns

## Cuadro de Enfrentamientos
|  | Primera Ronda     | Primera Ronda | Primera Ronda |   |              | Semifinales de Conferencia | Semifinales de Conferencia | Semifinales de Conferencia |  |    | Finales de Conferencia | Finales de Conferencia | Finales de Conferencia |  |    | Finales NBA | Finales NBA | Finales NBA |
|  |                   |               |               |   |              |                            |                            |                            |  |    |                        |                        |                        |  |    |             |             |             |
|  | E1                | Boston*       | 3             |   |              |                            |                            |                            |  |    |                        |                        |                        |  |    |             |             |             |
|  | E8                | Cleveland     | 1             |   |              |                            |                            |                            |  |    |                        |                        |                        |  |    |             |             |             |
|  | E8                | Cleveland     | 1             |   | E1           | Boston*                    | 4                          |                            |  |    |                        |                        |                        |  |    |             |             |             |
|  |                   |               |               |   | E1           | Boston*                    | 4                          |                            |  |    |                        |                        |                        |  |    |             |             |             |
|  |                   | E4            | Detroit       | 2 |              |                            |                            |                            |  |    |                        |                        |                        |  |    |             |             |             |
|  | E4                | E4            | Detroit       | 2 | Detroit      | 3                          |                            |                            |  |    |                        |                        |                        |  |    |             |             |             |
|  | E4                |               |               |   | Detroit      | 3                          |                            |                            |  |    |                        |                        |                        |  |    |             |             |             |
|  | E5                | New Jersey    | 0             |   |              |                            |                            |                            |  |    |                        |                        |                        |  |    |             |             |             |
|  | E5                | New Jersey    | 0             |   |              |                            |                            |                            |  | E1 | Boston*                | 4                      |                        |  |    |             |             |             |
|  | Conferencia Oeste |               |               |   |              |                            |                            |                            |  | E1 | Boston*                | 4                      |                        |  |    |             |             |             |
|  |                   | E3            | Philadelphia  | 1 |              |                            |                            |                            |  |    |                        |                        |                        |  |    |             |             |             |
|  | E3                | E3            | Philadelphia  | 1 | Philadelphia | 3                          |                            |                            |  |    |                        |                        |                        |  |    |             |             |             |
|  | E3                |               |               |   | Philadelphia | 3                          |                            |                            |  |    |                        |                        |                        |  |    |             |             |             |
|  | E6                | Washington    | 1             |   |              |                            |                            |                            |  |    |                        |                        |                        |  |    |             |             |             |
|  | E6                | Washington    | 1             |   | E3           | Philadelphia               | 4                          |                            |  |    |                        |                        |                        |  |    |             |             |             |
|  |                   |               |               |   | E3           | Philadelphia               | 4                          |                            |  |    |                        |                        |                        |  |    |             |             |             |
|  |                   | E2            | Milwaukee*    | 0 |              |                            |                            |                            |  |    |                        |                        |                        |  |    |             |             |             |
|  | E2                | E2            | Milwaukee*    | 0 | Milwaukee*   | 3                          |                            |                            |  |    |                        |                        |                        |  |    |             |             |             |
|  | E2                |               |               |   | Milwaukee*   | 3                          |                            |                            |  |    |                        |                        |                        |  |    |             |             |             |
|  | E7                | Chicago       | 1             |   |              |                            |                            |                            |  |    |                        |                        |                        |  |    |             |             |             |
|  | E7                | Chicago       | 1             |   |              |                            |                            |                            |  |    |                        |                        |                        |  | E1 | Boston*     | 2           |             |
|  |                   |               |               |   |              |                            |                            |                            |  |    |                        |                        |                        |  | E1 | Boston*     | 2           |             |
|  |                   | W1            | LA Lakers*    | 4 |              |                            |                            |                            |  |    |                        |                        |                        |  |    |             |             |             |
|  | W1                | W1            | LA Lakers*    | 4 | LA Lakers*   | 3                          |                            |                            |  |    |                        |                        |                        |  |    |             |             |             |
|  | W1                |               |               |   | LA Lakers*   | 3                          |                            |                            |  |    |                        |                        |                        |  |    |             |             |             |
|  | W8                | Phoenix       | 0             |   |              |                            |                            |                            |  |    |                        |                        |                        |  |    |             |             |             |
|  | W8                | Phoenix       | 0             |   | W1           | LA Lakers*                 | 4                          |                            |  |    |                        |                        |                        |  |    |             |             |             |
|  |                   |               |               |   | W1           | LA Lakers*                 | 4                          |                            |  |    |                        |                        |                        |  |    |             |             |             |
|  |                   | W5            | Portland      | 1 |              |                            |                            |                            |  |    |                        |                        |                        |  |    |             |             |             |
|  | W4                | W5            | Portland      | 1 | Dallas       | 1                          |                            |                            |  |    |                        |                        |                        |  |    |             |             |             |
|  | W4                |               |               |   | Dallas       | 1                          |                            |                            |  |    |                        |                        |                        |  |    |             |             |             |
|  | W5                | Portland      | 3             |   |              |                            |                            |                            |  |    |                        |                        |                        |  |    |             |             |             |
|  | W5                | Portland      | 3             |   |              |                            |                            |                            |  | W1 | LA Lakers*             | 4                      |                        |  |    |             |             |             |
|  | Conferencia Este  |               |               |   |              |                            |                            |                            |  | W1 | LA Lakers*             | 4                      |                        |  |    |             |             |             |
|  |                   | W2            | Denver*       | 1 |              |                            |                            |                            |  |    |                        |                        |                        |  |    |             |             |             |
|  | W3                | W2            | Denver*       | 1 | Houston      | 2                          |                            |                            |  |    |                        |                        |                        |  |    |             |             |             |
|  | W3                |               |               |   | Houston      | 2                          |                            |                            |  |    |                        |                        |                        |  |    |             |             |             |
|  | W6                | Utah          | 3             |   |              |                            |                            |                            |  |    |                        |                        |                        |  |    |             |             |             |
|  | W6                | Utah          | 3             |   | W6           | Utah                       | 1                          |                            |  |    |                        |                        |                        |  |    |             |             |             |
|  |                   |               |               |   | W6           | Utah                       | 1                          |                            |  |    |                        |                        |                        |  |    |             |             |             |
|  |                   | W2            | Denver*       | 4 |              |                            |                            |                            |  |    |                        |                        |                        |  |    |             |             |             |
|  | W2                | W2            | Denver*       | 4 | Denver*      | 3                          |                            |                            |  |    |                        |                        |                        |  |    |             |             |             |
|  | W2                |               |               |   | Denver*      | 3                          |                            |                            |  |    |                        |                        |                        |  |    |             |             |             |
|  | W7                | San Antonio   | 2             |   |              |                            |                            |                            |  |    |                        |                        |                        |  |    |             |             |             |

## Primera ronda

### Primera Ronda Conferencia Este

#### (1)Boston Celticsvs. (8)Cleveland Cavaliers
| 18 de abril                   | Cleveland Cavaliers                                     | 123–126              | Boston Celtics                                               | |  |  |
|                               | Parciales: 30–31, 28–39, 40–31, 25–25                   |                      |                                                              | |  |  |
|                               | Estadísticas Roy Hinson 24 Roy Hinson 11 John Bagley 11 | Reporte Pts Reb Asts | Estadísticas Larry Bird 40 Kevin McHale 12 Dennis Johnson 11 | Pabellón: Boston Garden, Boston, Massachusetts Asistencia: 14 890 espectadores Árbitros: Wally Rooney, Hugh Evans |  |  |
| Boston lidera las series, 1–0 |                                                         |                      |                                                              | |  |  |
|                               |                                                         |                      |                                                              | |  |  |

| 20 de abril                   | Cleveland Cavaliers                                        | 106–108              | Boston Celtics                                                   | |  |  |
|                               | Parciales: 30–30, 28–31, 24–24, 24–23                      |                      |                                                                  | |  |  |
|                               | Estadísticas World B. Free 25 Roy Hinson 6 World B. Free 7 | Reporte Pts Reb Asts | Estadísticas Larry Bird 30 Bird, Parish 11 cada uno Larry Bird 7 | Pabellón: Boston Garden, Boston, Massachusetts Asistencia: 14 890 espectadores Árbitros: Jake O'Donnell, Ed Middleton |  |  |
| Boston lidera las series, 2–0 |                                                            |                      |                                                                  | |  |  |
|                               |                                                            |                      |                                                                  | |  |  |

| 23 de abril                   | Boston Celtics                                                 | 98–105               | Cleveland Cavaliers                                       | |  |  |
|                               | Parciales: 24–25, 21–30, 21–21, 32–29                          |                      |                                                           | |  |  |
|                               | Estadísticas Scott Wedman 30 Kevin McHale 11 Dennis Johnson 10 | Reporte Pts Reb Asts | Estadísticas World B. Free 32 Roy Hinson 9 John Bagley 15 | Pabellón: Richfield Coliseum, Richfield, Ohio Asistencia: 20 900 espectadores Árbitros: Tom Nunez, Jess Kersey |  |  |
| Boston lidera las series, 2–1 |                                                                |                      |                                                           | |  |  |
|                               |                                                                |                      |                                                           | |  |  |

| 25 de abril                 | Boston Celtics                                        | 117–115              | Cleveland Cavaliers                                           | |  |  |
|                             | Parciales: 32–33, 31–33, 31–23, 23–26                 |                      |                                                               | |  |  |
|                             | Estadísticas Larry Bird 34 Larry Bird 14 Larry Bird 7 | Reporte Pts Reb Asts | Estadísticas World B. Free 30 Lonnie Shelton 8 John Bagley 10 | Pabellón: Richfield Coliseum, Richfield, Ohio Asistencia: 20 900 espectadores Árbitros: Ed T. Rush, Hue Hollins |  |  |
| Boston gana las series, 3–1 |                                                       |                      |                                                               | |  |  |
|                             |                                                       |                      |                                                               | |  |  |

- Dennis Johnson taponó un tiro de tres de World B. Free a dos segundos del final.

| 1 de diciembre de 1984 | Boston Celtics | 110–104 | Cleveland Cavaliers |                                         |  |
|                        |                |         |                     |                                         |  |
|                        |                | Reporte |                     | Pabellón: The Coliseum, Richfield, Ohio |  |

| 2 de diciembre de 1984 | Cleveland Cavaliers | 99–122  | Boston Celtics |                                 |  |
|                        |                     |         |                |                                 |  |
|                        |                     | Reporte |                | Pabellón: Boston Garden, Boston |  |

| 6 de febrero de 1985 | Cleveland Cavaliers | 108–113 | Boston Celtics |                                 |  |
|                      |                     |         |                |                                 |  |
|                      |                     | Reporte |                | Pabellón: Boston Garden, Boston |  |

| 15 de marzo de 1985 | Boston Celtics | 119–96  | Cleveland Cavaliers |                                         |  |
|                     |                |         |                     |                                         |  |
|                     |                | Reporte |                     | Pabellón: The Coliseum, Richfield, Ohio |  |

| 22 de marzo de 1985 | Cleveland Cavaliers | 117–129 | Boston Celtics |                                 |  |
|                     |                     |         |                |                                 |  |
|                     |                     | Reporte |                | Pabellón: Boston Garden, Boston |  |

| 11 de abril de 1985 | Boston Celtics | 121–115 | Cleveland Cavaliers |                                         |  |
|                     |                |         |                     |                                         |  |
|                     |                | Reporte |                     | Pabellón: The Coliseum, Richfield, Ohio |  |

Este fue el segundo encuentro de playoffs entre estos dos equipos, con los Celtics ganando el primer encuentro.
| \| 1976 \| Boston Celtics \| 4–2 \| Cleveland Cavaliers \| \| \| \| \| \| \| \| \| \| \| \| \| Pabellón: 1976 Eastern Conference Finals \| |                |     |                     |                                          |
| 1976 | Boston Celtics | 4–2 | Cleveland Cavaliers |                                          |
| |                |     |                     |                                          |
| |                |     |                     | Pabellón: 1976 Eastern Conference Finals |

#### (2)Milwaukee Bucksvs. (7)Chicago Bulls
| 19 de abril                  | Chicago Bulls                                                       | 100–109              | Milwaukee Bucks                                                | |  |  |
|                              | Parciales: 30–31, 24–27, 19–22, 27–29                               |                      |                                                                | |  |  |
|                              | Estadísticas Quintin Dailey 25 David Greenwood 13 Michael Jordan 10 | Reporte Pts Reb Asts | Estadísticas Sidney Moncrief 30 Paul Mokeski 10 Paul Pressey 9 | Pabellón: MECCA Arena, Milwaukee, Wisconsin Asistencia: 11 052 espectadores Árbitros: Hugh Evans, Mike Mathis |  |  |
| Milwaukee lidera series, 1–0 |                                                                     |                      |                                                                | |  |  |
|                              |                                                                     |                      |                                                                | |  |  |

| 21 de abril                      | Chicago Bulls                                                    | 115–122              | Milwaukee Bucks                                                   | |  |  |
|                                  | Parciales: 31–30, 22–29, 32–29, 30–34                            |                      |                                                                   | |  |  |
|                                  | Estadísticas Michael Jordan 30 Jawann Oldham 9 Michael Jordan 12 | Reporte Pts Reb Asts | Estadísticas Terry Cummings 30 Terry Cummings 9 Terry Cummings 11 | Pabellón: MECCA Arena, Milwaukee, Wisconsin Asistencia: 11 052 espectadores Árbitros: Joe Crawford, Ed T. Rush |  |  |
| Milwaukee lidera las series, 2–0 |                                                                  |                      |                                                                   | |  |  |
|                                  |                                                                  |                      |                                                                   | |  |  |

| April 24                         | Milwaukee Bucks                                                              | 107–109              | Chicago Bulls                                                  | |  |  |
|                                  | Parciales: 31–29, 24–29, 26–24, 26–27                                        |                      |                                                                | |  |  |
|                                  | Estadísticas Terry Cummings 37 Terry Cummings 9 Moncrief, Pressey 5 cada uno | Reporte Pts Reb Asts | Estadísticas Michael Jordan 35 Sidney Green 9 Michael Jordan 7 | Pabellón: Chicago Stadium, Chicago, Illinois Asistencia: 17 225 espectadores Árbitros: Hue Hollins, Jess Kersey |  |  |
| Milwaukee lidera las series, 2–1 |                                                                              |                      |                                                                | |  |  |
|                                  |                                                                              |                      |                                                                | |  |  |

- Michael Jordan hits his first playoff game-winner with 22 seconds left.

| April 26                       | Milwaukee Bucks                                                 | 105–97               | Chicago Bulls                                                  | |  |  |
|                                | Parciales: 27–27, 28–18, 28–25, 22–27                           |                      |                                                                | |  |  |
|                                | Estadísticas Terry Cummings 29 Terry Cummings 12 Paul Pressey 4 | Reporte Pts Reb Asts | Estadísticas Michael Jordan 29 Dave Corzine 9 Michael Jordan 5 | Pabellón: Chicago Stadium, Chicago, Illinois Asistencia: 17 787 espectadores Árbitros: Darell Garretson, Tommy Nunez Sr. |  |  |
| Milwaukee gana las series, 3–1 |                                                                 |                      |                                                                | |  |  |
|                                |                                                                 |                      |                                                                | |  |  |

| 27 de octubre de 1984 | Chicago Bulls | 106–108 | Milwaukee Bucks |                                  |  |
|                       |               |         |                 |                                  |  |
|                       |               | Reporte |                 | Pabellón: MECCA Arena, Milwaukee |  |

| 29 de octubre de 1984 | Milwaukee Bucks | 110–116 | Chicago Bulls |                                    |  |
|                       |                 |         |               |                                    |  |
|                       |                 | Reporte |               | Pabellón: Chicago Stadium, Chicago |  |

| 1984-11-21 | Chicago Bulls | 98–108  | Milwaukee Bucks |                                  |  |
|            |               |         |                 |                                  |  |
|            |               | Reporte |                 | Pabellón: MECCA Arena, Milwaukee |  |

| 4 de enero de 1985 | Milwaukee Bucks | 101–106 | Chicago Bulls |                                    |  |
|                    |                 |         |               |                                    |  |
|                    |                 | Reporte |               | Pabellón: Chicago Stadium, Chicago |  |

| 17 de febrero de 1985 | Chicago Bulls | 105–125 | Milwaukee Bucks |                                  |  |
|                       |               |         |                 |                                  |  |
|                       |               | Reporte |                 | Pabellón: MECCA Arena, Milwaukee |  |

| 17 de marzo de 1985 | Milwaukee Bucks | 117–119 | Chicago Bulls |                                    |  |
|                     |                 |         |               |                                    |  |
|                     |                 | Reporte |               | Pabellón: Chicago Stadium, Chicago |  |

Este fue el segundo encuentro de playoffs entre estos dos equipos, con los Bucks ganando el primer encuentro.
| \| 1974 \| Chicago Bulls \| 0–4 \| Milwaukee Bucks \| \| \| \| \| \| \| \| \| \| \| \| \| Pabellón: 1974 Western Conference Finals \| |               |     |                 |                                          |
| 1974 | Chicago Bulls | 0–4 | Milwaukee Bucks |                                          |
| |               |     |                 |                                          |
| |               |     |                 | Pabellón: 1974 Western Conference Finals |

#### (3)Philadelphia 76ersvs. (6)Washington Bullets
| 17 de abril                         | Washington Bullets                                           | 97–104               | Philadelphia 76ers                                               | |  |  |
|                                     | Parciales: 21–28, 27–27, 28–21, 21–28                        |                      |                                                                  | |  |  |
|                                     | Estadísticas Cliff Robinson 24 Jeff Ruland 10 Gus Williams 8 | Reporte Pts Reb Asts | Estadísticas Moses Malone 26 Charles Barkley 12 Maurice Cheeks 6 | Pabellón: Spectrum, Filadelfia, Pensilvania Asistencia: 7.170 espectadores Árbitros: Jake O'Donnell, Paul Mihalak |  |  |
| Philadelphia lidera las series, 1–0 |                                                              |                      |                                                                  | |  |  |
|                                     |                                                              |                      |                                                                  | |  |  |

| 21 de abril                         | Washington Bullets                                          | 94–113               | Philadelphia 76ers                                                    | |  |  |
|                                     | Parciales: 27–26, 25–30, 19–25, 23–32                       |                      |                                                                       | |  |  |
|                                     | Estadísticas Jeff Malone 30 Cliff Robinson 11 Darren Daye 9 | Reporte Pts Reb Asts | Estadísticas Andrew Toney 31 Malone, Barkley 14 each Maurice Cheeks 5 | Pabellón: Spectrum, Filadelfia, Pensilvania Asistencia: 9.612 espectadores Árbitros: Mike Mathis, Hugh Evans |  |  |
| Philadelphia lidera las series, 2–0 |                                                             |                      |                                                                       | |  |  |
|                                     |                                                             |                      |                                                                       | |  |  |

| 24 de abril                         | Philadelphia 76ers                                             | 100–118              | Washington Bullets                                                                | |  |  |
|                                     | Parciales: 35–28, 20–32, 13–30, 32–28                          |                      |                                                                                   | |  |  |
|                                     | Estadísticas Moses Malone 17 Charles Barkley 11 Andrew Toney 5 | Reporte Pts Reb Asts | Estadísticas Gus Williams 28 tres jugadores 7 cada uno Ruland, Johnson 5 cada uno | Pabellón: Capital Centre, Landover, Maryland Asistencia: 11 103 espectadores Árbitros: John Vanak, James Capers Sr. |  |  |
| Philadelphia lidera las series, 2–1 |                                                                |                      |                                                                                   | |  |  |
|                                     |                                                                |                      |                                                                                   | |  |  |

| 26 de abril                       | Philadelphia 76ers                                                  | 106–98               | Washington Bullets                                       | |  |  |
|                                   | Parciales: 27–24, 34–23, 13–21, 32–30                               |                      |                                                          | |  |  |
|                                   | Estadísticas Julius Erving 25 Charles Barkley 14 Clint Richardson 4 | Reporte Pts Reb Asts | Estadísticas Jeff Malone 24 Jeff Ruland 10 Jeff Ruland 7 | Pabellón: Capital Centre, Landover, Maryland Asistencia: 12 238 espectadores Árbitros: Jess Kersey, Bill Oakes |  |  |
| Philadelphia gana las series, 3–1 |                                                                     |                      |                                                          | |  |  |
|                                   |                                                                     |                      |                                                          | |  |  |

| 20 de noviembre de 1984 | Washington Bullets | 120–105 | Philadelphia 76ers |                                  |  |
|                         |                    |         |                    |                                  |  |
|                         |                    | Reporte |                    | Pabellón: Spectrum, Philadelphia |  |

| 27 de noviembre de 1984 | Philadelphia 76ers | 93–89   | Washington Bullets |                                              |  |
|                         |                    |         |                    |                                              |  |
|                         |                    | Reporte |                    | Pabellón: Capital Centre, Landover, Maryland |  |

| 13 de enero de 1985 | Philadelphia 76ers | 115–104 | Washington Bullets |                                              |  |
|                     |                    |         |                    |                                              |  |
|                     |                    | Reporte |                    | Pabellón: Capital Centre, Landover, Maryland |  |

| 6 de febrero de 1985 | Washington Bullets | 111–116 | Philadelphia 76ers |                                  |  |
|                      |                    |         |                    |                                  |  |
|                      |                    | Reporte |                    | Pabellón: Spectrum, Philadelphia |  |

| 27 de marzo de 1985 | Washington Bullets | 97–115  | Philadelphia 76ers |                                  |  |
|                     |                    |         |                    |                                  |  |
|                     |                    | Reporte |                    | Pabellón: Spectrum, Philadelphia |  |

| 13 de abril de 1985 | Philadelphia 76ers | 106–118 | Washington Bullets |                                              |  |
|                     |                    |         |                    |                                              |  |
|                     |                    | Reporte |                    | Pabellón: Capital Centre, Landover, Maryland |  |

Este fue el cuarto encuentro de playoffs entre estos dos equipos, con los Bullets ganando dos de los primeros tres encuentros.
| 1971 | Philadelphia 76ers | 3–4 | Baltimore Bullets |                                              |
|      |                    |     |                   |                                              |
|      |                    |     |                   | Pabellón: 1971 Eastern Conference Semifinals |

| 1978 | Philadelphia 76ers | 2–4 | Washington Bullets |                                          |
|      |                    |     |                    |                                          |
|      |                    |     |                    | Pabellón: 1978 Eastern Conference Finals |

| 1980 | Philadelphia 76ers | 2–0 | Washington Bullets |                                               |
|      |                    |     |                    |                                               |
|      |                    |     |                    | Pabellón: 1980 Eastern Conference First Round |

#### (4)Detroit Pistonsvs. (5)New Jersey Nets
| 18 de abril                    | New Jersey Nets                                                         | 105–125              | Detroit Pistons                                                | |  |  |
|                                | Parciales: 26–39, 19–25, 28–29, 32–32                                   |                      |                                                                | |  |  |
|                                | Estadísticas Buck Williams 23 Buck Williams 9 Micheal Ray Richardson 10 | Reporte Pts Reb Asts | Estadísticas Bill Laimbeer 23 Bill Laimbeer 13 Isiah Thomas 11 | Pabellón: Joe Louis Arena, Detroit, Míchigan Asistencia: 10 465 espectadores Árbitros: John Vanak, Hue Hollins |  |  |
| Detroit lidera las series, 1–0 |                                                                         |                      |                                                                | |  |  |
|                                |                                                                         |                      |                                                                | |  |  |

| 21 de abril                    | New Jersey Nets                                                          | 111–121              | Detroit Pistons                                               | |  |  |
|                                | Parciales: 32–32, 27–32, 31–23, 21–34                                    |                      |                                                               | |  |  |
|                                | Estadísticas Buck Williams 23 Buck Williams 11 Micheal Ray Richardson 14 | Reporte Pts Reb Asts | Estadísticas Isiah Thomas 29 Bill Laimbeer 12 Isiah Thomas 14 | Pabellón: Joe Louis Arena, Detroit, Míchigan Asistencia: 11 501 espectadores Árbitros: Jake O'Donnell, Lee Jones |  |  |
| Detroit lidera las series, 2–0 |                                                                          |                      |                                                               | |  |  |
|                                |                                                                          |                      |                                                               | |  |  |

| 24 de abril                  | Detroit Pistons                                                     | 116–115              | New Jersey Nets                                                                    | |  |  |
|                              | Parciales: 22–33, 36–30, 26–28, 32–24                               |                      |                                                                                    | |  |  |
|                              | Estadísticas Terry Tyler 23 Tripucka, Tyler 11 each Isiah Thomas 11 | Reporte Pts Reb Asts | Estadísticas Williams, King 28 cada uno Buck Williams 12 Micheal Ray Richardson 10 | Pabellón: Brendan Byrne Arena, East Rutherford, Nueva Jersey Asistencia: 9.999 espectadores Árbitros: Ed T. Rush, Ed Middleton |  |  |
| Detroit gana las series, 3–0 |                                                                     |                      |                                                                                    | |  |  |
|                              |                                                                     |                      |                                                                                    | |  |  |

| 26 de diciembre de 1984 | Detroit Pistons | 97–112  | New Jersey Nets |                                                            |  |
|                         |                 |         |                 |                                                            |  |
|                         |                 | Reporte |                 | Pabellón: Brendan Byrne Arena, East Rutherford, New Jersey |  |

| 29 de diciembre de 1984 | New Jersey Nets | 110–108 | Detroit Pistons |                                                 |  |
|                         |                 |         |                 |                                                 |  |
|                         |                 | Reporte |                 | Pabellón: Pontiac Silverdome, Pontiac, Míchigan |  |

| 19 de enero de 1985 | Detroit Pistons | 109–107 | New Jersey Nets |                                                            |  |
|                     |                 |         |                 |                                                            |  |
|                     |                 | Reporte |                 | Pabellón: Brendan Byrne Arena, East Rutherford, New Jersey |  |

| 5 de febrero de 1985 | New Jersey Nets | 119–117 | Detroit Pistons |                                                 |  |
|                      |                 |         |                 |                                                 |  |
|                      |                 | Reporte |                 | Pabellón: Pontiac Silverdome, Pontiac, Míchigan |  |

| 15 de febrero de 1985 | Detroit Pistons | 123–124 | New Jersey Nets |                                                            |  |
|                       |                 |         |                 |                                                            |  |
|                       |                 | Reporte |                 | Pabellón: Brendan Byrne Arena, East Rutherford, New Jersey |  |

| 23 de febrero de 1985 | New Jersey Nets | 111–103 | Detroit Pistons |                                                 |  |
|                       |                 |         |                 |                                                 |  |
|                       |                 | Reporte |                 | Pabellón: Pontiac Silverdome, Pontiac, Míchigan |  |

Éste fue el primer encuentro de playoffs entre los Pistons y los Nets.

### Primera Ronda Conferencia Oeste

#### (1)Los Angeles Lakersvs. (8)Phoenix Suns
| 18 de abril                      | Phoenix Suns                                                     | 114–142              | Los Angeles Lakers                                                    | |  |  |
|                                  | Parciales: 24–45, 27–32, 35–36, 28–29                            |                      |                                                                       | |  |  |
|                                  | Estadísticas Charles Pittman 22 Maurice Lucas 11 Jay Humphries 8 | Reporte Pts Reb Asts | Estadísticas Mike McGee 22 Cooper, McAdoo 6 cada uno Magic Johnson 19 | Pabellón: The Forum, Inglewood, California Asistencia: 15 547 espectadores Árbitros: Jess Kersey, Bill Oakes |  |  |
| LA Lakers lidera las series, 1–0 |                                                                  |                      |                                                                       | |  |  |
|                                  |                                                                  |                      |                                                                       | |  |  |

| 20 de abril                      | Phoenix Suns                                                | 130–147              | Los Angeles Lakers                                                        | |  |  |
|                                  | Parciales: 31–42, 34–33, 25–35, 40–37                       |                      |                                                                           | |  |  |
|                                  | Estadísticas Alvan Adams 23 Maurice Lucas 9 Maurice Lucas 6 | Reporte Pts Reb Asts | Estadísticas Kareem Abdul-Jabbar 24 Kurt Rambis 7 Cooper, Johnson 12 each | Pabellón: The Forum, Inglewood, California Asistencia: 15 261 espectadores Árbitros: Darrell Garretson, Dick Bavetta |  |  |
| LA Lakers lidera las series, 2–0 |                                                             |                      |                                                                           | |  |  |
|                                  |                                                             |                      |                                                                           | |  |  |

| 23 de abril                    | Los Angeles Lakers                                          | 119–103              | Phoenix Suns                                                        | |  |  |
|                                | Parciales: 25–25, 43–30, 18–22, 33–26                       |                      |                                                                     | |  |  |
|                                | Estadísticas James Worthy 23 Kurt Rambis 9 Magic Johnson 11 | Reporte Pts Reb Asts | Estadísticas Maurice Lucas 26 Maurice Lucas 13 Adams, Holton 5 cada | Pabellón: Arizona Veterans Memorial Coliseum, Phoenix, Arizona Asistencia: 8.741 espectadores Árbitros: Hugh Evans, Wally Rooney |  |  |
| LA Lakers gana las series, 3–0 |                                                             |                      |                                                                     | |  |  |
|                                |                                                             |                      |                                                                     | |  |  |

| 20 de noviembre de 1984 | Phoenix Suns | 108–130 | Los Angeles Lakers |                                            |  |
|                         |              |         |                    |                                            |  |
|                         |              | Reporte |                    | Pabellón: The Forum, Inglewood, California |  |

| 21 de noviembre de 1984 | Los Angeles Lakers | 102–97  | Phoenix Suns |                                                                |  |
|                         |                    |         |              |                                                                |  |
|                         |                    | Reporte |              | Pabellón: Arizona Veterans Memorial Coliseum, Phoenix, Arizona |  |

| 21 de diciembre de 1984 | Phoenix Suns | 105–119 | Los Angeles Lakers |                                            |  |
|                         |              |         |                    |                                            |  |
|                         |              | Reporte |                    | Pabellón: The Forum, Inglewood, California |  |

| 28 de febrero de 1985 | Los Angeles Lakers | 105–117 | Phoenix Suns |                                                                |  |
|                       |                    |         |              |                                                                |  |
|                       |                    | Reporte |              | Pabellón: Arizona Veterans Memorial Coliseum, Phoenix, Arizona |  |

| 19 de marzo de 1985 | Los Angeles Lakers | 130–112 | Phoenix Suns |                                                                |  |
|                     |                    |         |              |                                                                |  |
|                     |                    | Reporte |              | Pabellón: Arizona Veterans Memorial Coliseum, Phoenix, Arizona |  |

| 31 de marzo de 1985 | Phoenix Suns | 98–123  | Los Angeles Lakers |                                            |  |
|                     |              |         |                    |                                            |  |
|                     |              | Reporte |                    | Pabellón: The Forum, Inglewood, California |  |

Este fue el quinto encuentro de playoffs entre estos dos equipos, con los Lakers ganando los primeros cuatro encuentros.
| 1970 | Los Angeles Lakers | 4–3 | Phoenix Suns |                                            |
|      |                    |     |              |                                            |
|      |                    |     |              | Pabellón: 1970 Western Division Semifinals |

| 1980 | Los Angeles Lakers | 4–1 | Phoenix Suns |                                              |
|      |                    |     |              |                                              |
|      |                    |     |              | Pabellón: 1980 Western Conference Semifinals |

| 1982 | Los Angeles Lakers | 4–0 | Phoenix Suns |                                              |
|      |                    |     |              |                                              |
|      |                    |     |              | Pabellón: 1982 Western Conference Semifinals |

| 1984 | Los Angeles Lakers | 4–2 | Phoenix Suns |                                          |
|      |                    |     |              |                                          |
|      |                    |     |              | Pabellón: 1984 Western Conference Finals |

#### (2)Denver Nuggetsvs. (7)San Antonio Spurs
| 18 de abril              | San Antonio Spurs                                          | 111–141              | Denver Nuggets                                            | |  |  |
|                          | Parciales: 24–35, 27–33, 32–36, 28–37                      |                      |                                                           | |  |  |
|                          | Estadísticas Mike Mitchell 23 Ozell Jones 8 Johnny Moore 5 | Reporte Pts Reb Asts | Estadísticas Alex English 33 Elston Turner 8 Fat Lever 11 | Pabellón: McNichols Sports Arena, Denver, Colorado Asistencia: 12,128 espectadores Árbitros: Ed T. Rush, Bill Saar |  |  |
| Denver leads series, 1–0 |                                                            |                      |                                                           | |  |  |
|                          |                                                            |                      |                                                           | |  |  |

| 20 de abril           | San Antonio Spurs                                             | 113–111              | Denver Nuggets                                            | |  |  |
|                       | Parciales: 31–31, 28–25, 29–29, 25–26                         |                      |                                                           | |  |  |
|                       | Estadísticas George Gervin 41 Artis Gilmore 12 Johnny Moore 8 | Reporte Pts Reb Asts | Estadísticas Alex English 29 Wayne Cooper 10 Fat Lever 13 | Pabellón: McNichols Sports Arena, Denver, Colorado Asistencia: 17 022 espectadores Árbitros: Jess Kersey, Lee Jones |  |  |
| Series empatadas, 1–1 |                                                               |                      |                                                           | |  |  |
|                       |                                                               |                      |                                                           | |  |  |

| 23 de abril                   | Denver Nuggets                                           | 115–112              | San Antonio Spurs                                             | |  |  |
|                               | Parciales: 32–29, 28–22, 34–28, 21–33                    |                      |                                                               | |  |  |
|                               | Estadísticas Alex English 27 Calvin Natt 8 Calvin Natt 8 | Reporte Pts Reb Asts | Estadísticas George Gervin 30 Artis Gilmore 14 Johnny Moore 9 | Pabellón: HemisFair Arena, San Antonio, Texas Asistencia: 8.799 espectadores Árbitros: Darell Garretson, Joe Crawford |  |  |
| Denver lidera las series, 2–1 |                                                          |                      |                                                               | |  |  |
|                               |                                                          |                      |                                                               | |  |  |

| 26 de abril           | Denver Nuggets                                          | 111–116              | San Antonio Spurs                                              | |  |  |
|                       | Parciales: 22–32, 29–26, 31–27, 29–31                   |                      |                                                                | |  |  |
|                       | Estadísticas Alex English 27 Alex English 8 Fat Lever 7 | Reporte Pts Reb Asts | Estadísticas Mike Mitchell 37 Artis Gilmore 13 Johnny Moore 16 | Pabellón: HemisFair Arena, San Antonio, Texas Asistencia: 8.621 espectadores Árbitros: Earl Strom, Mike Mathis |  |  |
| Series empatadas, 2–2 |                                                         |                      |                                                                | |  |  |
|                       |                                                         |                      |                                                                | |  |  |

| 28 de abril                 | San Antonio Spurs                                                         | 99–126               | Denver Nuggets                                           | |  |  |
|                             | Parciales: 24–31, 21–34, 24–32, 30–29                                     |                      |                                                          | |  |  |
|                             | Estadísticas Artis Gilmore 19 Gilmore, Iavaroni 8 cada uno Johnny Moore 4 | Reporte Pts Reb Asts | Estadísticas Alex English 33 Calvin Natt 10 Fat Lever 10 | Pabellón: McNichols Sports Arena, Denver, Colorado Asistencia: 17 022 espectadores Árbitros: John Vanak, Ed T. Rush |  |  |
| Denver gana las series, 3–2 |                                                                           |                      |                                                          | |  |  |
|                             |                                                                           |                      |                                                          | |  |  |

| 30 de octubre de 1984 | Denver Nuggets | 118–126 | San Antonio Spurs |                                        |  |
|                       |                |         |                   |                                        |  |
|                       |                | Reporte |                   | Pabellón: HemisFair Arena, San Antonio |  |

| 12 de diciembre de 1984 | Denver Nuggets | 105–126 | San Antonio Spurs |                                        |  |
|                         |                |         |                   |                                        |  |
|                         |                | Reporte |                   | Pabellón: HemisFair Arena, San Antonio |  |

| 26 de diciembre de 1984 | San Antonio Spurs | 119–130 | Denver Nuggets |                                                    |  |
|                         |                   |         |                |                                                    |  |
|                         |                   | Reporte |                | Pabellón: McNichols Sports Arena, Denver, Colorado |  |

| 15 de febrero de 1985 | San Antonio Spurs | 119–129 | Denver Nuggets |                                                    |  |
|                       |                   |         |                |                                                    |  |
|                       |                   | Reporte |                | Pabellón: McNichols Sports Arena, Denver, Colorado |  |

| 17 de marzo de 1985 | Denver Nuggets | 119–124 | San Antonio Spurs |                                        |  |
|                     |                |         |                   |                                        |  |
|                     |                | Reporte |                   | Pabellón: HemisFair Arena, San Antonio |  |

| 5 de abril de 1985 | San Antonio Spurs | 109–118 | Denver Nuggets |                                                    |  |
|                    |                   |         |                |                                                    |  |
|                    |                   | Reporte |                | Pabellón: McNichols Sports Arena, Denver, Colorado |  |

Este fue el segundo encuentro de playoffs entre estos dos equipos, con los Spurs ganando el primer encuentro.
| -    | \| 1983 \| Denver Nuggets \| 1–4 \| San Antonio Spurs \| \| \| \| \| \| \| \| \| \| \| \| \| Pabellón: 1983 Western Conference Semifinals \| |     |                   |                                              |
| 1983 | Denver Nuggets | 1–4 | San Antonio Spurs |                                              |
|      | |     |                   |                                              |
|      | |     |                   | Pabellón: 1983 Western Conference Semifinals |

#### (3)Houston Rocketsvs. (6)Utah Jazz
| 19 de abril                 | Utah Jazz                                                      | 115–101              | Houston Rockets                                                 | |  |  |
|                             | Parciales: 28–28, 32–15, 21–33, 34–25                          |                      |                                                                 | |  |  |
|                             | Estadísticas Adrian Dantley 34 Thurl Bailey 10 Rickey Green 10 | Reporte Pts Reb Asts | Estadísticas Ralph Sampson 26 Ralph Sampson 24 Lionel Hollins 7 | Pabellón: The Summit, Houston, Texas Asistencia: 13 185 espectadores Árbitros: Ed Rush, Joe Crawford |  |  |
| Utah lidera las series, 1–0 |                                                                |                      |                                                                 | |  |  |
|                             |                                                                |                      |                                                                 | |  |  |

| 21 de abril           | Utah Jazz                                                               | 96–122               | Houston Rockets                                                      | |  |  |
|                       | Parciales: 25–29, 18–34, 29–26, 24–33                                   |                      |                                                                      | |  |  |
|                       | Estadísticas Jeff Wilkins 22 Jeff Wilkins 12 Green, Stockton 6 cada uno | Reporte Pts Reb Asts | Estadísticas Lewis Lloyd 27 Ralph Sampson 14 Lloyd, Lucas 6 cada uno | Pabellón: The Summit, Houston, Texas Asistencia: 14 139 espectadores Árbitros: John Vanak, Wally Rooney |  |  |
| Series empatadas, 1–1 |                                                                         |                      |                                                                      | |  |  |
|                       |                                                                         |                      |                                                                      | |  |  |

| 24 de abril                 | Houston Rockets                                                 | 104–112              | Utah Jazz                                                                   | |  |  |
|                             | Parciales: 23–24, 26–27, 33–29, 22–32                           |                      |                                                                             | |  |  |
|                             | Estadísticas Hakeem Olajuwon 26 Hakeem Olajuwon 16 John Lucas 7 | Reporte Pts Reb Asts | Estadísticas Adrian Dantley 29 Bailey, Stockton 11 cada uno Rickey Green 10 | Pabellón: Salt Palace, Salt Lake City, Utah Asistencia: 12 316 espectadores Árbitros: Earl Strom, Mike Mathis |  |  |
| Utah lidera las series, 2–1 |                                                                 |                      |                                                                             | |  |  |
|                             |                                                                 |                      |                                                                             | |  |  |

| 26 de abril           | Houston Rockets                                                          | 96–94                | Utah Jazz                                                    | |  |  |
|                       | Parciales: 19–24, 19–25, 29–19, 29–26                                    |                      |                                                              | |  |  |
|                       | Estadísticas Sampson, Olajuwon 18 cada uno Ralph Sampson 18 John Lucas 5 | Reporte Pts Reb Asts | Estadísticas Rickey Green 22 Thurl Bailey 12 Rickey Green 11 | Pabellón: Salt Palace, Salt Lake City, Utah Asistencia: 12 690 espectadores Árbitros: Jake O'Donnell, Joe Crawford |  |  |
| Series empatadas, 2–2 |                                                                          |                      |                                                              | |  |  |
|                       |                                                                          |                      |                                                              | |  |  |

| 28 de abril               | Utah Jazz                                                   | 104–97               | Houston Rockets                                                     | |  |  |
|                           | Parciales: 20–26, 19-18, 28–32, 37–21                       |                      |                                                                     | |  |  |
|                           | Estadísticas Adrian Dantley 25 Mark Eaton 10 Rickey Green 6 | Reporte Pts Reb Asts | Estadísticas Hakeem Olajuwon 32 Ralph Sampson 10 Hakeem Olajuwon 14 | Pabellón: The Summit, Houston, Texas Asistencia: 16 016 espectadores Árbitros: Darrell Garretson, Hugh Evans |  |  |
| Utah gana las series, 3–2 |                                                             |                      |                                                                     | |  |  |
|                           |                                                             |                      |                                                                     | |  |  |

| 23 de noviembre de 1984 | Houston Rockets | 98–111  | Utah Jazz |                                                   |  |
|                         |                 |         |           |                                                   |  |
|                         |                 | Reporte |           | Pabellón: Salt Palace Acord Arena, Salt Lake City |  |

| 1985-01-06 | Houston Rockets | 92–121  | Utah Jazz |                                                   |  |
|            |                 |         |           |                                                   |  |
|            |                 | Reporte |           | Pabellón: Salt Palace Acord Arena, Salt Lake City |  |

| 1985-01-19 | Utah Jazz | 95–120  | Houston Rockets |                               |  |
|            |           |         |                 |                               |  |
|            |           | Reporte |                 | Pabellón: The Summit, Houston |  |

| 1 de marzo de 1985 | Houston Rockets | 119–115 | Utah Jazz |                                                   |  |
|                    |                 |         |           |                                                   |  |
|                    |                 | Reporte |           | Pabellón: Salt Palace Acord Arena, Salt Lake City |  |

| 6 de marzo de 1985 | Utah Jazz | 94–90   | Houston Rockets |                               |  |
|                    |           |         |                 |                               |  |
|                    |           | Reporte |                 | Pabellón: The Summit, Houston |  |

| 30 de marzo de 1985 | Utah Jazz | 96–106  | Houston Rockets |                               |  |
|                     |           |         |                 |                               |  |
|                     |           | Reporte |                 | Pabellón: The Summit, Houston |  |

Éste fue el primer encuentro de playoffs entre los Rockets y los Jazz.

#### (4)Dallas Mavericksvs. (5)Portland Trail Blazers
| 18 de abril                   | Portland Trail Blazers                                            | 131–139              | Dallas Mavericks                                                    | |  |  |
|                               | Parciales: 24–23, 33–25, 28–40, 27–24 (T.E.: 9–9, 10–18)          |                      |                                                                     | |  |  |
|                               | Estadísticas Kiki VanDeWeghe 25 Sam Bowie 14 Darnell Valentine 13 | Reporte Pts Reb Asts | Estadísticas Rolando Blackman 43 Mark Aguirre 14 Rolando Blackman 6 | Pabellón: Reunion Arena, Dallas, Texas Asistencia: 17 007 espectadores Árbitros: Lee Jones, Darell Garretson |  |  |
| Dallas lidera las series, 1–0 |                                                                   |                      |                                                                     | |  |  |
|                               |                                                                   |                      |                                                                     | |  |  |

| 20 de abril           | Portland Trail Blazers                                        | 124–121              | Dallas Mavericks                                               | |  |  |
|                       | Parciales: 15–25, 28–20, 35–32, 32–33 (T.E.: 14–11)           |                      |                                                                | |  |  |
|                       | Estadísticas Kiki VanDeWeghe 27 Sam Bowie 20 Clyde Drexler 12 | Reporte Pts Reb Asts | Estadísticas Rolando Blackman 41 Sam Perkins 19 Derek Harper 8 | Pabellón: Reunion Arena, Dallas, Texas Asistencia: 17 007 espectadores Árbitros: John Vanak, Hue Hollins |  |  |
| Series empatadas, 1–1 |                                                               |                      |                                                                | |  |  |
|                       |                                                               |                      |                                                                | |  |  |

| 23 de abril                     | Dallas Mavericks                                                                    | 109–122              | Portland Trail Blazers                                        | |  |  |
|                                 | Parciales: 28–31, 34–25, 25–35, 22–31                                               |                      |                                                               | |  |  |
|                                 | Estadísticas Blackman, Aguirre 30 cada uno Perkins, Vincent 9 cada uno Brad Davis 5 | Reporte Pts Reb Asts | Estadísticas Kiki VanDeWeghe 24 Sam Bowie 11 Clyde Drexler 10 | Pabellón: Memorial Coliseum, Portland, Oregón Asistencia: 12 666 espectadores Árbitros: Jake O'Donnell, Paul Mihalak |  |  |
| Portland lidera las series, 2–1 |                                                                                     |                      |                                                               | |  |  |
|                                 |                                                                                     |                      |                                                               | |  |  |

| 25 de abril                   | Dallas Mavericks                                         | 113–115              | Portland Trail Blazers                                            | |  |  |
|                               | Parciales: 26–25, 31–30, 28–33, 28–27                    |                      |                                                                   | |  |  |
|                               | Estadísticas Mark Aguirre 39 Sam Perkins 10 Brad Davis 8 | Reporte Pts Reb Asts | Estadísticas Kiki VanDeWeghe 27 Kenny Carr 10 Darnell Valentine 9 | Pabellón: Memorial Coliseum, Portland, Oregón Asistencia: 12 666 espectadores Árbitros: Hugh Evans, Wally Rooney |  |  |
| Portland gana las series, 3–1 |                                                          |                      |                                                                   | |  |  |
|                               |                                                          |                      |                                                                   | |  |  |

| 13 de noviembre de 1984 | Dallas Mavericks | 101–94  | Portland Trail Blazers |                                               |  |
|                         |                  |         |                        |                                               |  |
|                         |                  | Reporte |                        | Pabellón: Memorial Coliseum, Portland, Oregón |  |

| 8 de enero de 1985 | Dallas Mavericks | 108–102 | Portland Trail Blazers |                                               |  |
|                    |                  |         |                        |                                               |  |
|                    |                  | Reporte |                        | Pabellón: Memorial Coliseum, Portland, Oregón |  |

| 13 de enero de 1985 | Portland Trail Blazers | 101–124 | Dallas Mavericks |                                 |  |
|                     |                        |         |                  |                                 |  |
|                     |                        | Reporte |                  | Pabellón: Reunion Arena, Dallas |  |

| 20 de febrero de 1985 | Portland Trail Blazers | 98–104  | Dallas Mavericks |                                 |  |
|                       |                        |         |                  |                                 |  |
|                       |                        | Reporte |                  | Pabellón: Reunion Arena, Dallas |  |

| 12 de abril de 1985 | Dallas Mavericks | 111–131 | Portland Trail Blazers |                                               |  |
|                     |                  |         |                        |                                               |  |
|                     |                  | Reporte |                        | Pabellón: Memorial Coliseum, Portland, Oregón |  |

Éste fue el primer encuentro de playoffs entre los Mavericks y los Trail Blazers.

## Semifinales de Conferencia

### Semifinales Conferencia Este

#### (1)Boston Celticsvs. (4)Detroit Pistons
| 28 de abril                   | Detroit Pistons                                                       | 99–133               | Boston Celtics                                                            | |  |  |
|                               | Parciales: 29–35, 24–29, 20–37, 26–32                                 |                      |                                                                           | |  |  |
|                               | Estadísticas Isiah Thomas 23 tres jugadores 5 cada uno Isiah Thomas 8 | Reporte Pts Reb Asts | Estadísticas Robert Parish 27 Robert Parish 16 Ainge, Williams 7 cada uno | Pabellón: Boston Garden, Boston, Massachusetts Asistencia: 14 890 espectadores Árbitros: Earl Strom, Paul Mihalak |  |  |
| Boston lidera las series, 1–0 |                                                                       |                      |                                                                           | |  |  |
|                               |                                                                       |                      |                                                                           | |  |  |

| 30 de abril                   | Detroit Pistons                                                          | 114–121              | Boston Celtics                                                   | |  |  |
|                               | Parciales: 36–32, 17–27, 28–27, 33–35                                    |                      |                                                                  | |  |  |
|                               | Estadísticas Isiah Thomas 28 Thomas, Laimbeer 9 cada uno Isiah Thomas 15 | Reporte Pts Reb Asts | Estadísticas Larry Bird 42 McHale, Bird 10 each Dennis Johnson 7 | Pabellón: Boston Garden, Boston, Massachusetts Asistencia: 14 890 espectadores Árbitros: Hugh Evans, Tom Nunez |  |  |
| Boston lidera las series, 2–0 |                                                                          |                      |                                                                  | |  |  |
|                               |                                                                          |                      |                                                                  | |  |  |

| 2 de mayo                     | Boston Celtics                                            | 117–125              | Detroit Pistons                                                | |  |  |
|                               | Parciales: 34–38, 28–24, 34–36, 21–27                     |                      |                                                                | |  |  |
|                               | Estadísticas Dennis Johnson 27 Larry Bird 13 Larry Bird 8 | Reporte Pts Reb Asts | Estadísticas Bill Laimbeer 27 Bill Laimbeer 13 Isiah Thomas 16 | Pabellón: Joe Louis Arena, Detroit, Míchigan Asistencia: 14 209 espectadores Árbitros: Jess Kersey, Mike Mathis |  |  |
| Boston lidera las series, 2–1 |                                                           |                      |                                                                | |  |  |
|                               |                                                           |                      |                                                                | |  |  |

| 5 de mayo             | Boston Celtics                                            | 99–102               | Detroit Pistons                                                 | |  |  |
|                       | Parciales: 23–26, 30–28, 34–22, 12–26                     |                      |                                                                 | |  |  |
|                       | Estadísticas Kevin McHale 24 Kevin McHale 10 Larry Bird 7 | Reporte Pts Reb Asts | Estadísticas Vinnie Johnson 34 Bill Laimbeer 12 Isiah Thomas 10 | Pabellón: Joe Louis Arena, Detroit, Míchigan Asistencia: 14 350 espectadores Árbitros: Lee Jones, Darell Garretson |  |  |
| Series empatadas, 2–2 |                                                           |                      |                                                                 | |  |  |
|                       |                                                           |                      |                                                                 | |  |  |

| 8 de mayo                     | Detroit Pistons                                                | 123–130              | Boston Celtics                                                        | |  |  |
|                               | Parciales: 33–38, 34–30, 23–27, 33–35                          |                      |                                                                       | |  |  |
|                               | Estadísticas Vinnie Johnson 30 Bill Laimbeer 13 Isiah Thomas 7 | Reporte Pts Reb Asts | Estadísticas Larry Bird 43 Larry Bird 13 D. Johnson, Ainge 6 cada uno | Pabellón: Boston Garden, Boston, Massachusetts Asistencia: 14 890 espectadores Árbitros: Jake O'Donnell, Wally Rooney |  |  |
| Boston lidera las series, 3–2 |                                                                |                      |                                                                       | |  |  |
|                               |                                                                |                      |                                                                       | |  |  |

| 10 de mayo                  | Boston Celtics                                                | 123–113              | Detroit Pistons                                              | |  |  |
|                             | Parciales: 36–31, 27–21, 29–34, 31–27                         |                      |                                                              | |  |  |
|                             | Estadísticas Dennis Johnson 22 Robert Parish 13 Danny Ainge 9 | Reporte Pts Reb Asts | Estadísticas Isiah Thomas 37 Bill Laimbeer 13 Isiah Thomas 9 | Pabellón: Joe Louis Arena, Detroit, Míchigan Asistencia: 21 193 espectadores Árbitros: John Vanak, Ed T. Rush |  |  |
| Boston gana las series, 4–2 |                                                               |                      |                                                              | |  |  |
|                             |                                                               |                      |                                                              | |  |  |

| 26 de octubre de 1984 | Boston Celtics | 130–123 | Detroit Pistons |                                                 |  |
|                       |                |         |                 |                                                 |  |
|                       |                | Reporte |                 | Pabellón: Pontiac Silverdome, Pontiac, Míchigan |  |

| 2 de noviembre de 1984 | Detroit Pistons | 116–127 | Boston Celtics |                                 |  |
|                        |                 |         |                |                                 |  |
|                        |                 | Reporte |                | Pabellón: Boston Garden, Boston |  |

| 4 de diciembre de 1984 | Boston Celtics | 99–104  | Detroit Pistons |                                                 |  |
|                        |                |         |                 |                                                 |  |
|                        |                | Reporte |                 | Pabellón: Pontiac Silverdome, Pontiac, Míchigan |  |

| 29 de enero de 1985 | Detroit Pistons | 130–131 | Boston Celtics |                                                        |  |
|                     |                 |         |                |                                                        |  |
|                     |                 | Reporte |                | Pabellón: Hartford Civic Center, Hartford, Connecticut |  |

| 3 de marzo de 1985 | Detroit Pistons | 129–138 | Boston Celtics |                                 |  |
|                    |                 |         |                |                                 |  |
|                    |                 | Reporte |                | Pabellón: Boston Garden, Boston |  |

| 31 de marzo de 1985 | Boston Celtics | 105–113 | Detroit Pistons |                                              |  |
|                     |                |         |                 |                                              |  |
|                     |                | Reporte |                 | Pabellón: Joe Louis Arena, Detroit, Míchigan |  |

Este fue el segundo encuentro de playoffs entre estos dos equipos, con los Celtics ganando el primer encuentro.
| \| 1968 \| Boston Celtics \| 4–2 \| Detroit Pistons \| \| \| \| \| \| \| \| \| \| \| \| \| Pabellón: 1968 Eastern Division Semifinals \| |                |     |                 |                                            |
| 1968 | Boston Celtics | 4–2 | Detroit Pistons |                                            |
| |                |     |                 |                                            |
| |                |     |                 | Pabellón: 1968 Eastern Division Semifinals |

#### (2)Milwaukee Bucksvs. (3)Philadelphia 76ers
| 28 de abril                         | Philadelphia 76ers                                              | 127–105              | Milwaukee Bucks                                                           | |  |  |
|                                     | Parciales: 37–24, 29–27, 28–23, 33–31                           |                      |                                                                           | |  |  |
|                                     | Estadísticas Moses Malone 27 Charles Barkley 8 Maurice Cheeks 9 | Reporte Pts Reb Asts | Estadísticas Terry Cummings 17 Paul Pressey 10 Hodges, Pressey 8 cada uno | Pabellón: MECCA Arena, Milwaukee, Wisconsin Asistencia: 11 052 espectadores Árbitros: Jake O'Donnell, Wally Rooney |  |  |
| Philadelphia lidera las series, 1–0 |                                                                 |                      |                                                                           | |  |  |
|                                     |                                                                 |                      |                                                                           | |  |  |

| 30 de abril                         | Philadelphia 76ers                                             | 112–108              | Milwaukee Bucks                                                             | |  |  |
|                                     | Parciales: 25–31, 29–22, 28–25, 30–30                          |                      |                                                                             | |  |  |
|                                     | Estadísticas Moses Malone 25 Julius Erving 10 Maurice Cheeks 9 | Reporte Pts Reb Asts | Estadísticas Terry Cummings 41 Cummings, Lister 12 cada uno Paul Pressey 16 | Pabellón: MECCA Arena, Milwaukee, Wisconsin Asistencia: 11 052 espectadores Árbitros: Earl Strom, Ed Middleton |  |  |
| Philadelphia lidera las series, 2–0 |                                                                |                      |                                                                             | |  |  |
|                                     |                                                                |                      |                                                                             | |  |  |

| 3 de mayo                           | Milwaukee Bucks                                                           | 104–109              | Philadelphia 76ers                                                    | |  |  |
|                                     | Parciales: 23–34, 20–23, 34–28, 27–24                                     |                      |                                                                       | |  |  |
|                                     | Estadísticas Terry Cummings 21 Cummings, Lister 8 cada uno Paul Pressey 7 | Reporte Pts Reb Asts | Estadísticas Andrew Toney 20 Moses Malone 13 Toney, Cheeks 7 cada uno | Pabellón: Spectrum, Filadelfia, Pensilvania Asistencia: 14 188 espectadores Árbitros: Darell Garretson, Joe Crawford |  |  |
| Philadelphia lidera las series, 3–0 |                                                                           |                      |                                                                       | |  |  |
|                                     |                                                                           |                      |                                                                       | |  |  |

| 5 de mayo                         | Milwaukee Bucks                                                              | 112–121              | Philadelphia 76ers                                           | |  |  |
|                                   | Parciales: 24–30, 27–22, 26–31, 35–38                                        |                      |                                                              | |  |  |
|                                   | Estadísticas Moncrief, Pressey 25 cada uno Alton Lister 14 Sidney Moncrief 8 | Reporte Pts Reb Asts | Estadísticas Moses Malone 31 Moses Malone 13 Andrew Toney 11 | Pabellón: Spectrum, Filadelfia, Pensilvania Asistencia: 15 264 espectadores Árbitros: John Vanak, Hue Hollins |  |  |
| Philadelphia gana las series, 4–0 |                                                                              |                      |                                                              | |  |  |
|                                   |                                                                              |                      |                                                              | |  |  |

| 5 de diciembre de 1984 | Milwaukee Bucks | 111–112 | Philadelphia 76ers |                                  |  |
|                        |                 |         |                    |                                  |  |
|                        |                 | Reporte |                    | Pabellón: Spectrum, Philadelphia |  |

| 14 de diciembre de 1984 | Philadelphia 76ers | 115–111 | Milwaukee Bucks |                                  |  |
|                         |                    |         |                 |                                  |  |
|                         |                    | Reporte |                 | Pabellón: MECCA Arena, Milwaukee |  |

| 21 de diciembre de 1984 | Milwaukee Bucks | 104–101 | Philadelphia 76ers |                                  |  |
|                         |                 |         |                    |                                  |  |
|                         |                 | Reporte |                    | Pabellón: Spectrum, Philadelphia |  |

| 5 de enero de 1985 | Philadelphia 76ers | 110–106 | Milwaukee Bucks |                                  |  |
|                    |                    |         |                 |                                  |  |
|                    |                    | Reporte |                 | Pabellón: MECCA Arena, Milwaukee |  |

| 26 de febrero de 1985 | Philadelphia 76ers | 97–116  | Milwaukee Bucks |                                  |  |
|                       |                    |         |                 |                                  |  |
|                       |                    | Reporte |                 | Pabellón: MECCA Arena, Milwaukee |  |

| 22 de marzo de 1985 | Milwaukee Bucks | 131–112 | Philadelphia 76ers |                                  |  |
|                     |                 |         |                    |                                  |  |
|                     |                 | Reporte |                    | Pabellón: Spectrum, Philadelphia |  |

Este fue el quinto encuentro de playoffs entre estos dos equipos, con los 76ers ganando tres de los primeros cuatro encuentros.
| 1970 | Milwaukee Bucks | 4–1 | Philadelphia 76ers |                                            |
|      |                 |     |                    |                                            |
|      |                 |     |                    | Pabellón: 1970 Eastern Division Semifinals |

| 1981 | Milwaukee Bucks | 3–4 | Philadelphia 76ers |                                              |
|      |                 |     |                    |                                              |
|      |                 |     |                    | Pabellón: 1981 Eastern Conference Semifinals |

| 1982 | Milwaukee Bucks | 2–4 | Philadelphia 76ers |                                              |
|      |                 |     |                    |                                              |
|      |                 |     |                    | Pabellón: 1982 Eastern Conference Semifinals |

| 1983 | Milwaukee Bucks | 1–4 | Philadelphia 76ers |                                          |
|      |                 |     |                    |                                          |
|      |                 |     |                    | Pabellón: 1983 Eastern Conference Finals |

### Semifinales Conferencia Oeste

#### (1)Los Angeles Lakersvs. (5)Portland Trail Blazers
| 27 de abril                      | Portland Trail Blazers                                    | 101–125              | Los Angeles Lakers                                          | |  |  |
|                                  | Parciales: 24–33, 21–40, 27–28, 29–24                     |                      |                                                             | |  |  |
|                                  | Estadísticas Steve Colter 26 Kenny Carr 10 Steve Colter 8 | Reporte Pts Reb Asts | Estadísticas Byron Scott 20 Kurt Rambis 14 Magic Johnson 12 | Pabellón: The Forum, Inglewood, California Asistencia: 13 909 espectadores Árbitros: Ed T. Rush, Lee Jones |  |  |
| LA Lakers lidera las series, 1–0 |                                                           |                      |                                                             | |  |  |
|                                  |                                                           |                      |                                                             | |  |  |

| 30 de abril                      | Portland Trail Blazers                                            | 118–134              | Los Angeles Lakers                                           | |  |  |
|                                  | Parciales: 32–39, 20–30, 33–32, 33–33                             |                      |                                                              | |  |  |
|                                  | Estadísticas Kiki VanDeWeghe 23 Kenny Carr 12 Darnell Valentine 9 | Reporte Pts Reb Asts | Estadísticas Byron Scott 31 Magic Johnson 9 Magic Johnson 18 | Pabellón: The Forum, Inglewood, California Asistencia: 17 505 espectadores Árbitros: Hue Hollins, John Vanak |  |  |
| LA Lakers lidera las series, 2–0 |                                                                   |                      |                                                              | |  |  |
|                                  |                                                                   |                      |                                                              | |  |  |

| 3 de mayo                        | Los Angeles Lakers                                                            | 130–126              | Portland Trail Blazers                                            | |  |  |
|                                  | Parciales: 35–32, 37–24, 32–36, 26–34                                         |                      |                                                                   | |  |  |
|                                  | Estadísticas James Worthy 28 Abdul-Jabbar, McAdoo 9 cada uno Magic Johnson 23 | Reporte Pts Reb Asts | Estadísticas Kiki VanDeWeghe 27 Clyde Drexler 11 Clyde Drexler 14 | Pabellón: Memorial Coliseum, Portland, Oregón Asistencia: 12 666 espectadores Árbitros: Jake O'Donnell, Wally Rooney |  |  |
| LA Lakers lidera las series, 3–0 |                                                                               |                      |                                                                   | |  |  |
|                                  |                                                                               |                      |                                                                   | |  |  |

| 5 de mayo                        | Los Angeles Lakers                                                    | 107–115              | Portland Trail Blazers                                                        | |  |  |
|                                  | Parciales: 30–23, 19–36, 25–27, 33–29                                 |                      |                                                                               | |  |  |
|                                  | Estadísticas Magic Johnson 31 Kareem Abdul-Jabbar 17 Magic Johnson 13 | Reporte Pts Reb Asts | Estadísticas VanDeWeghe, Thompson 17 each Mychal Thompson 10 Clyde Drexler 10 | Pabellón: Memorial Coliseum, Portland, Oregón Asistencia: 12 666 espectadores Árbitros: Earl Strom, Mike Mathis |  |  |
| LA Lakers lidera las series, 3–1 |                                                                       |                      |                                                                               | |  |  |
|                                  |                                                                       |                      |                                                                               | |  |  |

| 7 de mayo                      | Portland Trail Blazers                                       | 120–139              | Los Angeles Lakers                                             | |  |  |
|                                | Parciales: 32–33, 27–35, 24–32, 37–39                        |                      |                                                                | |  |  |
|                                | Estadísticas Jerome Kersey 18 Kenny Carr 11 Clyde Drexler 12 | Reporte Pts Reb Asts | Estadísticas Magic Johnson 34 Magic Johnson 9 Magic Johnson 19 | Pabellón: The Forum, Inglewood, California Asistencia: 17 505 espectadores Árbitros: Hugh Evans, Joe Crawford |  |  |
| LA Lakers gana las series, 4–1 |                                                              |                      |                                                                | |  |  |
|                                |                                                              |                      |                                                                | |  |  |

| 4 de noviembre de 1984 | Portland Trail Blazers | 116–124 | Los Angeles Lakers |                                            |  |
|                        |                        |         |                    |                                            |  |
|                        |                        | Reporte |                    | Pabellón: The Forum, Inglewood, California |  |

| 9 de noviembre de 1984 | Los Angeles Lakers | 130–126 | Portland Trail Blazers |                                               |  |
|                        |                    |         |                        |                                               |  |
|                        |                    | Reporte |                        | Pabellón: Memorial Coliseum, Portland, Oregón |  |

| 4 de enero de 1985 | Portland Trail Blazers | 95–120  | Los Angeles Lakers |                                            |  |
|                    |                        |         |                    |                                            |  |
|                    |                        | Reporte |                    | Pabellón: The Forum, Inglewood, California |  |

| 29 de enero de 1985 | Los Angeles Lakers | 122–106 | Portland Trail Blazers |                                               |  |
|                     |                    |         |                        |                                               |  |
|                     |                    | Reporte |                        | Pabellón: Memorial Coliseum, Portland, Oregón |  |

| 28 de marzo de 1985 | Los Angeles Lakers | 113–116 | Portland Trail Blazers |                                               |  |
|                     |                    |         |                        |                                               |  |
|                     |                    | Reporte |                        | Pabellón: Memorial Coliseum, Portland, Oregón |  |

| 7 de abril de 1985 | Portland Trail Blazers | 133–135 | Los Angeles Lakers |                                            |  |
|                    |                        |         |                    |                                            |  |
|                    |                        | Reporte |                    | Pabellón: The Forum, Inglewood, California |  |

Este fue el tercer encuentro de playoffs entre estos dos equipos, y cada equipo ganó una serie cada uno.
| 1977 | Los Angeles Lakers | 0–4 | Portland Trail Blazers |                                          |
|      |                    |     |                        |                                          |
|      |                    |     |                        | Pabellón: 1977 Western Conference Finals |

| 1983 | Los Angeles Lakers | 4–1 | Portland Trail Blazers |                                              |
|      |                    |     |                        |                                              |
|      |                    |     |                        | Pabellón: 1983 Western Conference Semifinals |

#### (2)Denver Nuggetsvs. (6)Utah Jazz
| 30 de abril                   | Utah Jazz                                                                | 113–130               | Denver Nuggets                                         | |  |  |
|                               | Parciales: 39–36, 27–37, 23–32, 24–25                                    |                       |                                                        | |  |  |
|                               | Estadísticas Adrian Dantley 28 Dantley, Kelley 9 cada uno Rickey Green 6 | Boxscore Pts Reb Asts | Estadísticas Alex English 31 Fat Lever 16 Fat Lever 18 | Pabellón: McNichols Sports Arena, Denver, Colorado Asistencia: 11 918 espectadores Árbitros: Lee Jones, Jess Kersey |  |  |
| Denver lidera las series, 1–0 |                                                                          |                       |                                                        | |  |  |
|                               |                                                                          |                       |                                                        | |  |  |

| 2 de mayo                     | Utah Jazz                                                      | 123–131              | Denver Nuggets                                            | |  |  |
|                               | Parciales: 34–32, 32–38, 32–24, 21–25 (T.E.: 4–12)             |                      |                                                           | |  |  |
|                               | Estadísticas Rickey Green 25 Adrian Dantley 14 Rickey Green 10 | Reporte Pts Reb Asts | Estadísticas Alex English 26 Fat Lever 13 Alex English 12 | Pabellón: McNichols Sports Arena, Denver, Colorado Asistencia: 16 317 espectadores Árbitros: Jake O'Donnell, Bill Oakes |  |  |
| Denver lidera las series, 2–0 |                                                                |                      |                                                           | |  |  |
|                               |                                                                |                      |                                                           | |  |  |

| 4 de mayo                     | Denver Nuggets                                                     | 123–131              | Utah Jazz                                                     | |  |  |
|                               | Parciales: 27–37, 34–30, 38–32, 24–32                              |                      |                                                               | |  |  |
|                               | Estadísticas Calvin Natt 30 Mike Evans 8 English, Lever 5 cada uno | Reporte Pts Reb Asts | Estadísticas Adrian Dantley 32 Thurl Bailey 14 Rickey Green 7 | Pabellón: Salt Palace, Salt Lake City, Utah Asistencia: 12 178 espectadores Árbitros: Ed T. Rush, Mike Mathis |  |  |
| Denver lidera las series, 2–1 |                                                                    |                      |                                                               | |  |  |
|                               |                                                                    |                      |                                                               | |  |  |

| 5 de mayo                     | Denver Nuggets                                              | 125–118              | Utah Jazz                                                     | |  |  |
|                               | Parciales: 36–26, 33–29, 29–33, 27–30                       |                      |                                                               | |  |  |
|                               | Estadísticas Alex English 40 Wayne Cooper 14 Calvin Natt 10 | Reporte Pts Reb Asts | Estadísticas Adrian Dantley 33 Rich Kelley 8 John Stockton 10 | Pabellón: Salt Palace, Salt Lake City, Utah Asistencia: 12 716 espectadores Árbitros: Joe Crawford, Hugh Evans |  |  |
| Denver lidera las series, 3–1 |                                                             |                      |                                                               | |  |  |
|                               |                                                             |                      |                                                               | |  |  |

| 7 de mayo                   | Utah Jazz                                                  | 104–116              | Denver Nuggets                                              | |  |  |
|                             | Parciales: 23–43, 22–28, 34–26, 25–19                      |                      |                                                             | |  |  |
|                             | Estadísticas Rickey Green 22 Rich Kelley 11 Rickey Green 7 | Reporte Pts Reb Asts | Estadísticas Alex English 30 Wayne Cooper 11 Alex English 6 | Pabellón: McNichols Sports Arena, Denver, Colorado Asistencia: 17 022 espectadores Árbitros: Earl Strom, Hue Hollins |  |  |
| Denver gana las series, 4–1 |                                                            |                      |                                                             | |  |  |
|                             |                                                            |                      |                                                             | |  |  |

| 10 de noviembre de 1984 | Utah Jazz | 135–147 | Denver Nuggets |                                                    |  |
|                         |           |         |                |                                                    |  |
|                         |           | Reporte |                | Pabellón: McNichols Sports Arena, Denver, Colorado |  |

| 30 de noviembre de 1984 | Denver Nuggets | 97–116  | Utah Jazz |                                                   |  |
|                         |                |         |           |                                                   |  |
|                         |                | Reporte |           | Pabellón: Salt Palace Acord Arena, Salt Lake City |  |

| 1 de diciembre de 1984 | Utah Jazz | 111–118 | Denver Nuggets |                                                    |  |
|                        |           |         |                |                                                    |  |
|                        |           | Reporte |                | Pabellón: McNichols Sports Arena, Denver, Colorado |  |

| 4 de enero de 1985 | Denver Nuggets | 108–118 | Utah Jazz |                                                   |  |
|                    |                |         |           |                                                   |  |
|                    |                | Reporte |           | Pabellón: Salt Palace Acord Arena, Salt Lake City |  |

| 28 de enero de 1985 | Denver Nuggets | 104–100 | Utah Jazz |                                                   |  |
|                     |                |         |           |                                                   |  |
|                     |                | Reporte |           | Pabellón: Salt Palace Acord Arena, Salt Lake City |  |

| 26 de marzo de 1985 | Utah Jazz | 89–104  | Denver Nuggets |                                                    |  |
|                     |           |         |                |                                                    |  |
|                     |           | Reporte |                | Pabellón: McNichols Sports Arena, Denver, Colorado |  |

Este fue el segundo encuentro de playoffs entre estos dos equipos, con el Jazz ganando el primer encuentro.
| \| 1984 \| Denver Nuggets \| 2–3 \| Utah Jazz \| \| \| \| \| \| \| \| \| \| \| \| \| Pabellón: 1984 Western Conference First Round \| |                |     |           |                                               |
| 1984 | Denver Nuggets | 2–3 | Utah Jazz |                                               |
| |                |     |           |                                               |
| |                |     |           | Pabellón: 1984 Western Conference First Round |

## Finales de Conferencia

### Finales Conferencia Este

#### (1)Boston Celticsvs. (3)Philadelphia 76ers
| May 12                   | Philadelphia 76ers                                                 | 93–108                | Boston Celtics                                                 | |  |  |
|                          | Parciales: 28–33, 24–24, 21–19, 20–32                              |                       |                                                                | |  |  |
|                          | Estadísticas Maurice Cheeks 27 Charles Barkley 12 Maurice Cheeks 7 | Boxscore Pts Reb Asts | Estadísticas Kevin McHale 28 Robert Parish 13 Dennis Johnson 8 | Pabellón: Boston Garden, Boston, Massachusetts Asistencia: 14 890 espectadores Árbitros: Earl Strom, Hue Hollins |  |  |
| Boston leads series, 1–0 |                                                                    |                       |                                                                | |  |  |
|                          |                                                                    |                       |                                                                | |  |  |

| May 14                   | Philadelphia 76ers                                                  | 98–106                | Boston Celtics                                                   | |  |  |
|                          | Parciales: 28–20, 24–26, 18–32, 28–28                               |                       |                                                                  | |  |  |
|                          | Estadísticas Julius Erving 22 Moses Malone 13 Cheeks, Erving 7 each | Boxscore Pts Reb Asts | Estadísticas Larry Bird 24 Robert Parish 16 Bird, Johnson 7 each | Pabellón: Boston Garden, Boston, Massachusetts Asistencia: 14 890 espectadores Árbitros: Darell Garretson, Joe Crawford |  |  |
| Boston leads series, 2–0 |                                                                     |                       |                                                                  | |  |  |
|                          |                                                                     |                       |                                                                  | |  |  |

| May 18                   | Boston Celtics                                            | 105–94                | Philadelphia 76ers                                          | |  |  |
|                          | Parciales: 20–28, 28–19, 31–27, 26–20                     |                       |                                                             | |  |  |
|                          | Estadísticas Larry Bird 26 Robert Parish 14 Danny Ainge 7 | Boxscore Pts Reb Asts | Estadísticas Andrew Toney 26 Moses Malone 16 Andrew Toney 5 | Pabellón: Spectrum, Filadelfia, Pensilvania Asistencia: 17 921 espectadores Árbitros: Ed T. Rush, Mike Mathis |  |  |
| Boston leads series, 3–0 |                                                           |                       |                                                             | |  |  |
|                          |                                                           |                       |                                                             | |  |  |

| May 19                   | Boston Celtics                                             | 104–115               | Philadelphia 76ers                                              | |  |  |
|                          | Parciales: 16–31, 28–29, 30–25, 30–30                      |                       |                                                                 | |  |  |
|                          | Estadísticas Kevin McHale 25 Kevin McHale 17 Danny Ainge 8 | Boxscore Pts Reb Asts | Estadísticas Andrew Toney 26 Charles Barkley 20 Julius Erving 6 | Pabellón: Spectrum, Filadelfia, Pensilvania Asistencia: 17 101 espectadores Árbitros: Jake O'Donnell, Jess Kersey |  |  |
| Boston leads series, 3–1 |                                                            |                       |                                                                 | |  |  |
|                          |                                                            |                       |                                                                 | |  |  |

| May 22                  | Philadelphia 76ers                                                  | 100–102               | Boston Celtics                                                  | |  |  |
|                         | Parciales: 30–28, 21–28, 26–25, 23–21                               |                       |                                                                 | |  |  |
|                         | Estadísticas Maurice Cheeks 26 Moses Malone 15 Toney, Cheeks 6 each | Boxscore Pts Reb Asts | Estadísticas Dennis Johnson 23 Kevin McHale 14 Dennis Johnson 8 | Pabellón: Boston Garden, Boston, Massachusetts Asistencia: 14 890 espectadores Árbitros: John Vanak, Hugh Evans |  |  |
| Boston wins series, 4–1 |                                                                     |                       |                                                                 | |  |  |
|                         |                                                                     |                       |                                                                 | |  |  |

- Larry Bird makes the game-saving steal to advance to the Finals for the Celtics.

| 1984-11-09 | Philadelphia 76ers | 119–130 | Boston Celtics |                                 |  |
|            |                    |         |                |                                 |  |
|            |                    | Reporte |                | Pabellón: Boston Garden, Boston |  |

| 1984-12-12 | Boston Celtics | 107–110 | Philadelphia 76ers |                                  |  |
|            |                |         |                    |                                  |  |
|            |                | Reporte |                    | Pabellón: Spectrum, Philadelphia |  |

| 1985-01-20 | Philadelphia 76ers | 97–113  | Boston Celtics |                                 |  |
|            |                    |         |                |                                 |  |
|            |                    | Reporte |                | Pabellón: Boston Garden, Boston |  |

| 1985-01-30 | Boston Celtics | 104–122 | Philadelphia 76ers |                                  |  |
|            |                |         |                    |                                  |  |
|            |                | Reporte |                    | Pabellón: Spectrum, Philadelphia |  |

| 1985-03-29 | Philadelphia 76ers | 108–112 | Boston Celtics |                                 |  |
|            |                    |         |                |                                 |  |
|            |                    | Reporte |                | Pabellón: Boston Garden, Boston |  |

| 1985-04-09 | Boston Celtics | 104–113 | Philadelphia 76ers |                                  |  |
|            |                |         |                    |                                  |  |
|            |                | Reporte |                    | Pabellón: Spectrum, Philadelphia |  |

This was the 18th playoff meeting between these two teams, with the Celtics winning nine of the first 17 meetings.
| 1953 | Boston Celtics | 2–0 | Syracuse Nationals |                                            |
|      |                |     |                    |                                            |
|      |                |     |                    | Pabellón: 1953 Eastern Division Semifinals |

| 1954 | Boston Celtics | 0–2 | Syracuse Nationals |                                                        |
|      |                |     |                    |                                                        |
|      |                |     |                    | Pabellón: 1954 Eastern Division Round Robin Semifinals |

| 1954 | Boston Celtics | 0–2 | Syracuse Nationals |                                        |
|      |                |     |                    |                                        |
|      |                |     |                    | Pabellón: 1954 Eastern Division Finals |

| 1955 | Boston Celtics | 1–3 | Syracuse Nationals |                                        |
|      |                |     |                    |                                        |
|      |                |     |                    | Pabellón: 1955 Eastern Division Finals |

| 1956 | Boston Celtics | 1–2 | Syracuse Nationals |                                            |
|      |                |     |                    |                                            |
|      |                |     |                    | Pabellón: 1956 Eastern Division Semifinals |

| 1957 | Boston Celtics | 3–0 | Syracuse Nationals |                                        |
|      |                |     |                    |                                        |
|      |                |     |                    | Pabellón: 1957 Eastern Division Finals |

| 1959 | Boston Celtics | 4–3 | Syracuse Nationals |                                        |
|      |                |     |                    |                                        |
|      |                |     |                    | Pabellón: 1959 Eastern Division Finals |

| 1961 | Boston Celtics | 4–1 | Syracuse Nationals |                                        |
|      |                |     |                    |                                        |
|      |                |     |                    | Pabellón: 1961 Eastern Division Finals |

| 1965 | Boston Celtics | 4–3 | Philadelphia 76ers |                                        |
|      |                |     |                    |                                        |
|      |                |     |                    | Pabellón: 1965 Eastern Division Finals |

| 1966 | Boston Celtics | 4–1 | Philadelphia 76ers |                                        |
|      |                |     |                    |                                        |
|      |                |     |                    | Pabellón: 1966 Eastern Division Finals |

| 1967 | Boston Celtics | 1–4 | Philadelphia 76ers |                                        |
|      |                |     |                    |                                        |
|      |                |     |                    | Pabellón: 1967 Eastern Division Finals |

| 1968 | Boston Celtics | 4–3 | Philadelphia 76ers |                                        |
|      |                |     |                    |                                        |
|      |                |     |                    | Pabellón: 1968 Eastern Division Finals |

| 1969 | Boston Celtics | 4–1 | Philadelphia 76ers |                                            |
|      |                |     |                    |                                            |
|      |                |     |                    | Pabellón: 1969 Eastern Division Semifinals |

| 1977 | Boston Celtics | 3–4 | Philadelphia 76ers |                                              |
|      |                |     |                    |                                              |
|      |                |     |                    | Pabellón: 1977 Eastern Conference Semifinals |

| 1980 | Boston Celtics | 1–4 | Philadelphia 76ers |                                          |
|      |                |     |                    |                                          |
|      |                |     |                    | Pabellón: 1980 Eastern Conference Finals |

| 1981 | Boston Celtics | 4–3 | Philadelphia 76ers |                                          |
|      |                |     |                    |                                          |
|      |                |     |                    | Pabellón: 1981 Eastern Conference Finals |

| 1982 | Boston Celtics | 3–4 | Philadelphia 76ers |                                          |
|      |                |     |                    |                                          |
|      |                |     |                    | Pabellón: 1982 Eastern Conference Finals |

### Western Conference Finals

#### (1)Los Angeles Lakersvs. (2)Denver Nuggets
| May 11                     | Denver Nuggets                                         | 122–129               | Los Angeles Lakers                                                | |  |  |
|                            | Parciales: 30–38, 22–42, 36–34, 34–25                  |                       |                                                                   | |  |  |
|                            | Estadísticas Alex English 30 Dan Issel 8 Mike Evans 11 | Boxscore Pts Reb Asts | Estadísticas Byron Scott 27 three players 7 each Magic Johnson 16 | Pabellón: The Forum, Inglewood, California Asistencia: 16 109 espectadores Árbitros: Lee Jones, Jess Kersey |  |  |
| LA Lakers lead series, 1–0 |                                                        |                       |                                                                   | |  |  |
|                            |                                                        |                       |                                                                   | |  |  |

| May 14           | Denver Nuggets                                                | 136–114               | Los Angeles Lakers                                           | |  |  |
|                  | Parciales: 30–27, 36–32, 23–27, 47–28                         |                       |                                                              | |  |  |
|                  | Estadísticas Alex English 40 Elston Turner 11 Elston Turner 8 | Boxscore Pts Reb Asts | Estadísticas Byron Scott 22 Magic Johnson 9 Magic Johnson 15 | Pabellón: The Forum, Inglewood, California Asistencia: 17 505 espectadores Árbitros: Jake O'Donnell, Art Rooney |  |  |
| Series tied, 1–1 |                                                               |                       |                                                              | |  |  |
|                  |                                                               |                       |                                                              | |  |  |

| May 17                     | Los Angeles Lakers                                             | 136–118               | Denver Nuggets                                            | |  |  |
|                            | Parciales: 39–38, 40–30, 35–20, 22–30                          |                       |                                                           | |  |  |
|                            | Estadísticas James Worthy 28 Magic Johnson 14 Magic Johnson 15 | Boxscore Pts Reb Asts | Estadísticas Calvin Natt 30 Calvin Natt 7 Elston Turner 6 | Pabellón: McNichols Sports Arena, Denver, Colorado Asistencia: 17 022 espectadores Árbitros: John Vanak, Hugh Evans |  |  |
| LA Lakers lead series, 2–1 |                                                                |                       |                                                           | |  |  |
|                            |                                                                |                       |                                                           | |  |  |

| May 19                     | Los Angeles Lakers                                                   | 120–116               | Denver Nuggets                                                           | |  |  |
|                            | Parciales: 35–34, 33–36, 25–23, 27–23                                |                       |                                                                          | |  |  |
|                            | Estadísticas Kareem Abdul-Jabbar 29 James Worthy 13 Magic Johnson 13 | Boxscore Pts Reb Asts | Estadísticas Natt, English 28 each Natt, English 8 each Elston Turner 10 | Pabellón: McNichols Sports Arena, Denver, Colorado Asistencia: 17 022 espectadores Árbitros: Darell Garretson, Joe Crawford |  |  |
| LA Lakers lead series, 3–1 |                                                                      |                       |                                                                          | |  |  |
|                            |                                                                      |                       |                                                                          | |  |  |

| May 22                    | Denver Nuggets                                           | 109–153               | Los Angeles Lakers                                             | |  |  |
|                           | Parciales: 34–34, 19–42, 28–39, 28–38                    |                       |                                                                | |  |  |
|                           | Estadísticas Wayne Cooper 23 Danny Schayes 9 Fat Lever 6 | Boxscore Pts Reb Asts | Estadísticas James Worthy 25 Mitch Kupchak 10 Magic Johnson 19 | Pabellón: The Forum, Inglewood, California Asistencia: 17 505 espectadores Árbitros: Earl Strom, Ed T. Rush |  |  |
| LA Lakers win series, 4–1 |                                                          |                       |                                                                | |  |  |
|                           |                                                          |                       |                                                                | |  |  |

- Dan Issel's final NBA game.

| 1984-11-06 | Denver Nuggets | 146–130 | Los Angeles Lakers |                                            |  |
|            |                |         |                    |                                            |  |
|            |                | Reporte |                    | Pabellón: The Forum, Inglewood, California |  |

| 1984-12-28 | Los Angeles Lakers | 135–123 | Denver Nuggets |                                                    |  |
|            |                    |         |                |                                                    |  |
|            |                    | Reporte |                | Pabellón: McNichols Sports Arena, Denver, Colorado |  |

| 1985-01-08 | Denver Nuggets | 126–124 | Los Angeles Lakers |                                            |  |
|            |                |         |                    |                                            |  |
|            |                | Reporte |                    | Pabellón: The Forum, Inglewood, California |  |

| 1985-04-02 | Los Angeles Lakers | 118–104 | Denver Nuggets |                                                    |  |
|            |                    |         |                |                                                    |  |
|            |                    | Reporte |                | Pabellón: McNichols Sports Arena, Denver, Colorado |  |

| 1985-04-09 | Denver Nuggets | 119–148 | Los Angeles Lakers |                                            |  |
|            |                |         |                    |                                            |  |
|            |                | Reporte |                    | Pabellón: The Forum, Inglewood, California |  |

This was the second playoff meeting between these two teams, with the Lakers winning the first meeting.
| \| 1979 \| Denver Nuggets \| 1–2 \| Los Angeles Lakers \| \| \| \| \| \| \| \| \| \| \| \| \| Pabellón: 1979 Western Conference First Round \| |                |     |                    |                                               |
| 1979 | Denver Nuggets | 1–2 | Los Angeles Lakers |                                               |
| |                |     |                    |                                               |
| |                |     |                    | Pabellón: 1979 Western Conference First Round |

## NBA Finals: (E1) Boston Celtics vs. (W1) Los Angeles Lakers
| May 27                   | Los Angeles Lakers                                          | 114–148               | Boston Celtics                                                       | |  |  |
|                          | Parciales: 24–38, 25–41, 30–29, 35–40                       |                       |                                                                      | |  |  |
|                          | Estadísticas James Worthy 20 Kurt Rambis 9 Magic Johnson 12 | Boxscore Pts Reb Asts | Estadísticas McHale, Wedman 26 each Kevin McHale 9 Dennis Johnson 10 | Pabellón: Boston Garden, Boston, Massachusetts Asistencia: 14 890 espectadores Árbitros: Darell Garretson, Jess Kersey |  |  |
| Boston leads series, 1–0 |                                                             |                       |                                                                      | |  |  |
|                          |                                                             |                       |                                                                      | |  |  |

- "Memorial Day Massacre"

| May 30           | Los Angeles Lakers                                                          | 109–102               | Boston Celtics                                            | |  |  |
|                  | Parciales: 31–26, 33–20, 23–29, 22–27                                       |                       |                                                           | |  |  |
|                  | Estadísticas Kareem Abdul-Jabbar 30 Kareem Abdul-Jabbar 17 Magic Johnson 13 | Boxscore Pts Reb Asts | Estadísticas Larry Bird 30 Larry Bird 12 Dennis Johnson 8 | Pabellón: Boston Garden, Boston, Massachusetts Asistencia: 14 890 espectadores Árbitros: Jake O'Donnell, John Vanak |  |  |
| Series tied, 1–1 |                                                                             |                       |                                                           | |  |  |
|                  |                                                                             |                       |                                                           | |  |  |

| June 2                     | Boston Celtics                                              | 111–136               | Los Angeles Lakers                                                   | |  |  |
|                            | Parciales: 29–25, 30–40, 26–35, 26–36                       |                       |                                                                      | |  |  |
|                            | Estadísticas Kevin McHale 31 Kevin McHale 10 Danny Ainge 10 | Boxscore Pts Reb Asts | Estadísticas James Worthy 29 Kareem Abdul-Jabbar 14 Magic Johnson 16 | Pabellón: The Forum, Inglewood, California Asistencia: 17 505 espectadores Árbitros: Hugh Evans, Earl Strom |  |  |
| LA Lakers lead series, 2–1 |                                                             |                       |                                                                      | |  |  |
|                            |                                                             |                       |                                                                      | |  |  |

- Kareem Abdul-Jabbar breaks Jerry West's all-time playoff scoring record.

| June 5           | Boston Celtics                                                 | 107–105               | Los Angeles Lakers                                                    | |  |  |
|                  | Parciales: 28–32, 31–26, 23–26, 25–21                          |                       |                                                                       | |  |  |
|                  | Estadísticas Kevin McHale 28 Kevin McHale 12 Dennis Johnson 12 | Boxscore Pts Reb Asts | Estadísticas Kareem Abdul-Jabbar 21 Magic Johnson 11 Magic Johnson 12 | Pabellón: The Forum, Inglewood, California Asistencia: 17 505 espectadores Árbitros: Ed T. Rush, John Vanak |  |  |
| Series tied, 2–2 |                                                                |                       |                                                                       | |  |  |
|                  |                                                                |                       |                                                                       | |  |  |

- Dennis Johnson hits the game-winner at the buzzer.

| June 7                     | Boston Celtics                                                  | 111–120               | Los Angeles Lakers                                                 | |  |  |
|                            | Parciales: 31–35, 20–29, 30–31, 30–25                           |                       |                                                                    | |  |  |
|                            | Estadísticas Robert Parish 26 Kevin McHale 10 Dennis Johnson 17 | Boxscore Pts Reb Asts | Estadísticas Kareem Abdul-Jabbar 36 Kurt Rambis 9 Magic Johnson 17 | Pabellón: The Forum, Inglewood, California Asistencia: 17 505 espectadores Árbitros: Darell Garretson, Jake O'Donnell |  |  |
| LA Lakers lead series, 3–2 |                                                                 |                       |                                                                    | |  |  |
|                            |                                                                 |                       |                                                                    | |  |  |

| June 9                    | Los Angeles Lakers                                                           | 111–100               | Boston Celtics                                              | |  |  |
|                           | Parciales: 28–26, 27–29, 27–18, 29–27                                        |                       |                                                             | |  |  |
|                           | Estadísticas Kareem Abdul-Jabbar 29 Johnson, Rambis 10 each Magic Johnson 14 | Boxscore Pts Reb Asts | Estadísticas Kevin McHale 32 Kevin McHale 16 Danny Ainge 11 | Pabellón: Boston Garden, Boston, Massachusetts Asistencia: 14 890 espectadores Árbitros: Hugh Evans, Earl Strom |  |  |
| LA Lakers win series, 4–2 |                                                                              |                       |                                                             | |  |  |
|                           |                                                                              |                       |                                                             | |  |  |

- The Lakers become the only road team to win the NBA title in Boston Garden and it did again the 2021-22 golden state warriors did in 2022 NBA Finals.

| 1985-01-16 | Los Angeles Lakers | 102–104 | Boston Celtics |                                 |  |
|            |                    |         |                |                                 |  |
|            |                    | Reporte |                | Pabellón: Boston Garden, Boston |  |

| 1985-02-17 | Boston Celtics | 111–117 | Los Angeles Lakers |                                            |  |
|            |                |         |                    |                                            |  |
|            |                | Reporte |                    | Pabellón: The Forum, Inglewood, California |  |

This was the ninth playoff meeting between these two teams, with the Celtics winning the first eight meetings. 
| 1959 | Boston Celtics | 4–0 | Minneapolis Lakers |                           |
|      |                |     |                    |                           |
|      |                |     |                    | Pabellón: 1959 NBA Finals |

| 1962 | Boston Celtics | 4–3 | Los Angeles Lakers |                           |
|      |                |     |                    |                           |
|      |                |     |                    | Pabellón: 1962 NBA Finals |

| 1963 | Boston Celtics | 4–2 | Los Angeles Lakers |                           |
|      |                |     |                    |                           |
|      |                |     |                    | Pabellón: 1963 NBA Finals |

| 1965 | Boston Celtics | 4–1 | Los Angeles Lakers |                           |
|      |                |     |                    |                           |
|      |                |     |                    | Pabellón: 1965 NBA Finals |

| 1966 | Boston Celtics | 4–3 | Los Angeles Lakers |                           |
|      |                |     |                    |                           |
|      |                |     |                    | Pabellón: 1966 NBA Finals |

| 1968 | Boston Celtics | 4–2 | Los Angeles Lakers |                           |
|      |                |     |                    |                           |
|      |                |     |                    | Pabellón: 1968 NBA Finals |

| 1969 | Boston Celtics | 4–3 | Los Angeles Lakers |                           |
|      |                |     |                    |                           |
|      |                |     |                    | Pabellón: 1969 NBA Finals |

| 1984 | Boston Celtics | 4–3 | Los Angeles Lakers |                           |
|      |                |     |                    |                           |
|      |                |     |                    | Pabellón: 1984 NBA Finals |